# Erigone dipona
Erigone dipona är en spindelart som beskrevs av Arthur M. Chickering 1970. Erigone dipona ingår i släktet Erigone och familjen täckvävarspindlar.
Artens utbredningsområde är Panama. Inga underarter finns listade i Catalogue of Life.